# Adam Witek
Pour les articles homonymes, voir Witek (homonymie).
Adam Witek (né le 17 novembre 1928 à Bulowice - mort le 26 mars 2013) est un pilote polonais de vol à voile, champion du monde en 1958.

## Biographie
Adam Witek est reçu au baccalauréat à Bielsko-Biała en 1948, la même année il entreprend ses études à l'École supérieure d'économie de Wrocław.
En 1946 il obtient sa licence de pilote de planeur à Goleszów. L'année suivante il obtient l'insigne d'argent de vol à voile, en 1951 il se voit remettre l'insigne d'or et finalement en 1958 il est récompensé par l'insigne en diamant. Pendant ses études il commence à travailler en tant qu'instructeur à l'aéro-club de Wrocław. Dans les années 1957 - 1962 il occupe le poste d'instructeur à l'aéroclub de Jelenia Góra. Entre 1963 et 1970 il exerce la fonction de président de l'aéroclub de Kielce. Durant sa carrière il a volé plus de 3500 heures dont 570 sur des avions.
Adam Witek s'éteint le 26 mars 2013 à l'âge de 84 ans.

## Palmarès

### Championnats du monde
- Champion du monde en 1958, à Leszno (Pologne), en classe Standard
- Médaillé de bronze du Champion du monde en 1972, à Cologne (RFA), en classe Standard

## Récompenses et distinctions
- Médaille Tański
- Insigne de diamant de vol à voile
- Titre de champion de sport
- Médaille du mérite pour la défense nationale